# Матильда Фицрой (герцогиня Бретани)
Матильда Фицрой или Мод (англ. Matilda FitzRoy, Duchess of Brittany; ум. после 1128 года) — внебрачная дочь короля Англии Генриха I, жена герцога Бретани Конана III (с 1112 года).
Имя её матери неизвестно, около 1112 года она была выдана замуж за Конана III, герцога Бретани, в браке с которым у неё было трое детей (1 сын и 2 дочери):
- Хоэль III (ум. 1156) — титулярный герцог Бретани с 1148 года; не был признан отцом в качестве наследника.
- Берта (ум. 1158/1164); 1-й муж с ок. 1137 — Ален Чёрный (ок. 1107 — 15 сентября 1146), граф Ричмонд; 2-й муж с 1148 или ранее — Эд II де Пороэт (ум. 1170), виконт де Пороэт, регент и герцог Бретани
- Констанция (ум. 1148); муж — Жоффруа III (ум. 18 февраля или 15 июля 1169), сеньор дю Мэн

Точная дата её смерти, сообщается что она умерла после 1128 года.